# NGC 133
NGC 133 (również OCL 296) – gromada otwarta znajdująca się w gwiazdozbiorze Kasjopei. Odkrył ją Heinrich Louis d’Arrest 4 lutego 1865 roku. Jest położona w odległości ok. 2055 lat świetlnych od Słońca.